# Мартынов, Иван Назарович
Иван Назарович Мартынов (01.01.1917, с. Антоновка, Лепсинский уезд, Семиреченская область — 02.11.1986, Уштобе, Каратальский район, Талды-Курганская область) — советский военнослужащий, участник Великой Отечественной войны, полный кавалер ордена Славы, командир расчета миномета 740-го стрелкового полка 217-й стрелковой дивизии старший сержант — на момент представления к награждению ордена Славы 1-й степени.

## Биография
Родился 1 января 1917 года в селе Антоновка Лепсинского уезда Семиреченской области Туркестанского генерал-губернаторства.
Окончил 4 класса. Работал в колхозе.
В 1938 году был призван в Красную Армию Саркандским райвоенкоматом. Участник боевых действий на реке Халхин-Гол в 1939 году. После демобилизации вернулся домой.
В сентябре 1941 года был вновь призван в армию. С ноября того же года в составе 40-й отдельной стрелковой бригады, сформированной во городе Фрунзе, принимал участие в обороне Москвы, был ранен. На фронте вернулся в феврале 1942 года. С этого времени и до победы воевал в 217-й стрелковой дивизии. К началу 1944 года старший сержант Мартынов командовал расчетом миномета 740-го стрелкового полка, за мужество и отвагу был награждён медалями «За отвагу» и «За боевые заслуги».
25-27 февраля 1944 года в наступательных боях южнее поселка Паричи старший сержант Мартынов с бойцами расчета, сопровождал наступающую пехоту. Своевременно меняя огневую позицию минометчики уничтожили свыше отделения вражеских солдат, подавил 3 пулемета.
Приказом командира 217-й стрелковой дивизии от 3 марта 1944 года старший сержант Мартынов Иван Назарович награждён орденом Славы 3-й степени.
В августе 1944 года в боях за деревню Лиза Стара при прорыве сильно укрепленной вражеской обороны, старший сержант Мартынов во главе расчета из миномета ликвидировал до 20 вражеских солдат, 2 пулемета, подавил крупнокалиберный пулемет. Поддерживая наступление пехоты в этих боях, он умело маневрировал огнём миномета и уничтожил ещё более пятнадцати противников.
Приказом 8 сентября 1944 года старший сержант Мартынов Иван Назарович награждён орденом Славы 2-й степени.
В январе 1945 года дивизия вела бои в Восточной Пруссии. 15-16 января 1945 года на подступах к городу Макув старший сержант Мартынов во главе расчета из миномета поразил 2 пулемета, более 10 вражеских солдат, подавил 37-мм кочующую пушку. В боях на улицах Кенигсберга был ранен, день Победы встретил в госпитале.
Указом Президиума Верховного Совета СССР от 24 марта 1945 года за образцовое выполнение заданий командования в боях с захватчиками старший сержант Мартынов Иван Назарович награждён орденом Славы 1-й степени. Стал полным кавалером ордена Славы.
В 1946 году старшина Мартынов был демобилизован. Вернулся на родину. Жил в городе Уштобе Талды-Курганской области. Работал бригадиром на фабрике по изготовлению юрт.
Скончался 2 ноября 1986 года. Похоронен на городском кладбище Уштобе.
Награждён орденами Отечественной войны 1-й степени, Славы 3-х степеней, медалями, в том числе «За отвагу».